# Paskovac
Paskovac (Serbisches-kyrillisch: Пасковац) ist ein Dorf in der Opština Loznica (Gemeinde Loznica) im Westen Serbiens.

## Geographie
Paskovac liegt in der Opština Loznica, im Okrug Mačva im nordwestlichen Zentralserbien, in der historischen Region Jadar, die ein Teil der serbisch-bosnischen Grenzregion Podrinje ist, benannt nach dem Fluss Drina.
Das Dorf liegt am Fuße des Gebirges Gučevo, umgeben von vielen Hügeln, von denen zwei Ribarsko brdo und Kulište heißen. Dort befindet sich der Dorfwald, der früher im Besitz der Einwohner war und nun Staatseigentum ist.
Einige der Bauern haben ihre Felder im Lozničko Polje. Das Klima im Dorf ist kontinental.
Paskovac ist eine Streusiedlung bestehend, aus den Dorfteilen (Weilern): Poljani, Pejići, Stevanovići, Pureševići, Radulovići, Stankovići, Đunići, Jevtići und Budimlje.
Das Dorf liegt südöstlich der Gemeindehauptstadt Loznica. Nachbardörfer von Paskovac sind: Tršić, Voćnjak, Trbušnica und Zajača.

### Gewässer
Das Dorf verteilt sich auf die Täler und Hügellandschaften mehrerer kleinerer Flüsse. Diese Flüsse heißen: Štira, Šermetovica und Mlakva. Auch die zwei Bäche: Krivi Potok und Duboki Potok fließen durch Paskovac.

## Bevölkerung
Der Ort hatte 609 Einwohner bei der Volkszählung von 2011, während es 702 Einwohner im Jahre 2002 waren. Nach den letzten drei Bevölkerungsstatistiken fällt die Einwohnerzahl von Paskovac weiter. 2012 wurden jedoch sechs Säuglinge in Paskovac hineingeboren.
Die Einwohner des Dorfes sind Serben. Es leben aber auch zwei Montenegriner und ein Kroate in Paskovac.

### Demographie
| Jahr | Einwohnerzahl |
| ---- | ------------- |
| 1948 | 655           |
| 1953 | 712           |
| 1961 | 704           |
| 1971 | 779           |
| 1981 | 763           |
| 1991 | 720           |
| 2002 | 702           |
| 2011 | 609           |

## Infrastruktur
Paskovac besitzt seit 1950 die Dorfgrundschule Vuk S. Karadžić, benannt nach dem serbischen Sprachreformer Vuk Stefanović Karadžić. Im Dorf steht ein Denkmal für die zivilen Opfer und die gefallenen Tito-Partisanen aus dem Zweiten Weltkrieg.
Auch verfügt Paskovac über ein Haus der lokalen Gemeinschaft (Mesna zajednica). Einige der Dorfbewohner arbeiten im nahen Bergwerk des Nachbardorfes Zajača. Sonst leben die Dorfbewohner von der Landwirtschaft und Viehzucht.

## Religion
Die Bevölkerung bekennt sich fast ausnahmslos zur Serbisch-orthodoxen Kirche. Paskovac verfügt über keine eigene Kirche, besitzt aber einen Dorffriedhof. Nicht weit vom Dorf steht das Serbisch-orthodoxe Kloster Manastir Tronoša.

## Belege
- Artikel über das Dorf, auf der Seite Poreklo.rs, (serbisch)
- Knjiga 9, Stanovništvo, uporedni pregled broja stanovnika 1948, 1953, 1961, 1971, 1981, 1991, 2002, podaci po naseljima, Republički zavod za statistiku, Beograd, maj 2004, ISBN 86-84433-14-9
- Knjiga 1, Stanovništvo, nacionalna ili etnička pripadnost, podaci po naseljima, Republički zavod za statistiku, Beograd, Februar 2003, ISBN 86-84433-00-9
- Knjiga 2, Stanovništvo, pol i starost, podaci po naseljima, Republički zavod za statistiku, Beograd, Februar 2003, ISBN 86-84433-01-7